# چوراک‌لی (شاوشات)
چوراک‌لی (به ترکی استانبولی: Çoraklı) یک منطقهٔ مسکونی در ترکیه است که در شاوشات واقع شده‌است. چوراک‌لی ۲۲۸ نفر جمعیت دارد.